# Никара I
Никара I — фараон Древнего Египта из VIII династии, правившей во время первого переходного периода (середина XXIII — середина XXI века до н. э.).

## Биография
В это время Египет, вероятно, был разделён на несколько частей. Египтологи Ким Рихолт, Юрген фон Бекерат и Даррен Бейкер считают его девятым правителем VIII династии. Вероятно он правил в Мемфисе.
Фараон известен только из Абидосского списка, где его имя указано под номером 48. Возможно, что его имя присутствовало в Туринском папирусе, однако там имя и продолжительность правления фараона утеряны из-за лакуны, охватывающей имена со второго по одиннадцатого фараонов VIII династии.
Египтолог Петер Каплони считает, что, возможно, на одной из фаянсовых печатей указано имя Никары. Также его имя есть на золотой табличке, хранящейся в Британском музее, однако в настоящее время считается, что она представляет собой современную подделку.